# Willie Nelson

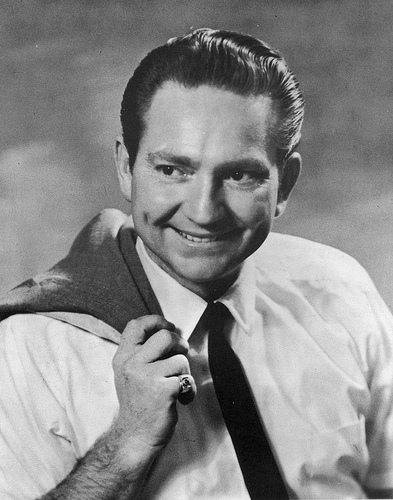
Willie Nelson, 1965.

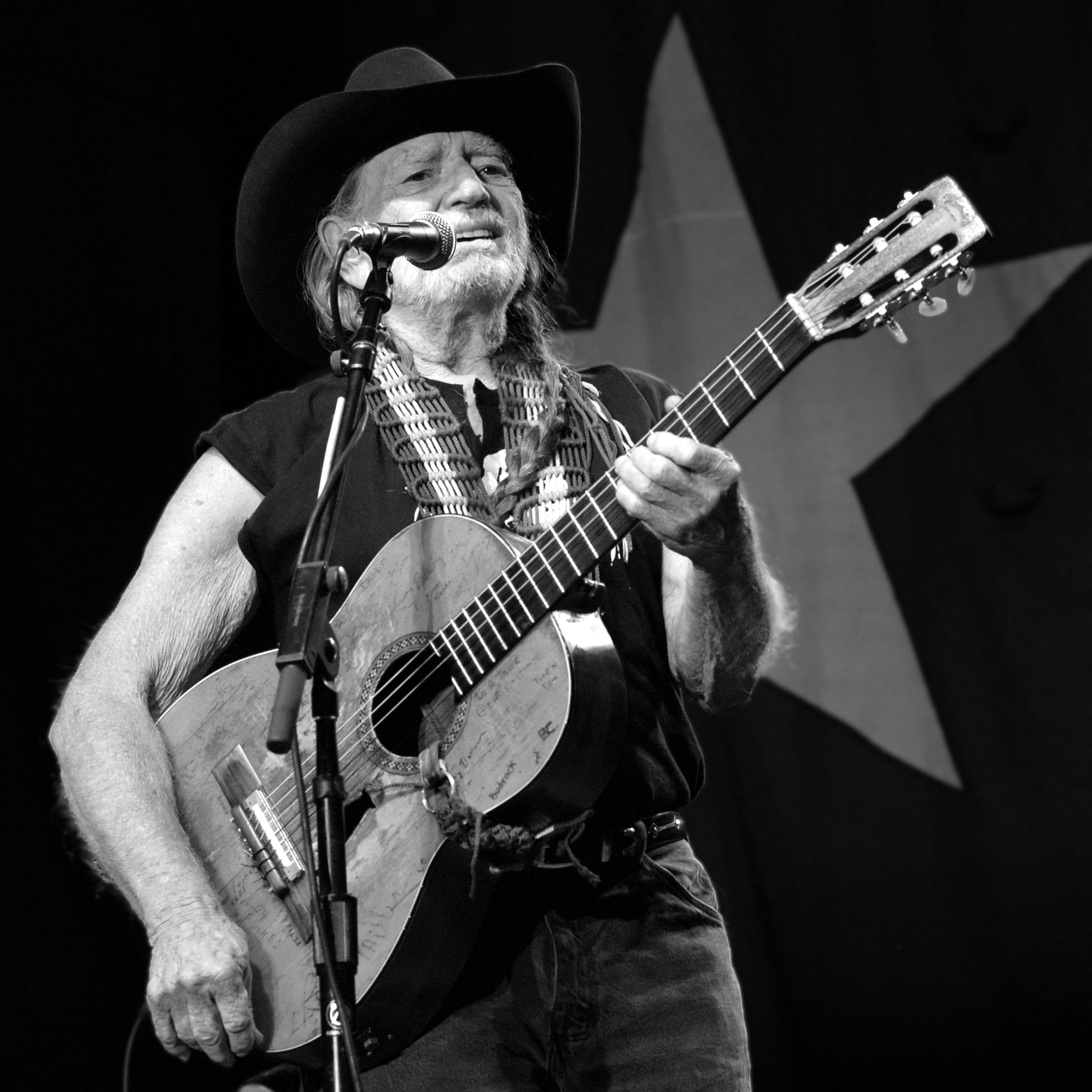
Willie Nelson med sin gitarr "Trigger" i Marymoor Park i Redmond, Washington, 28 augusti 2008.

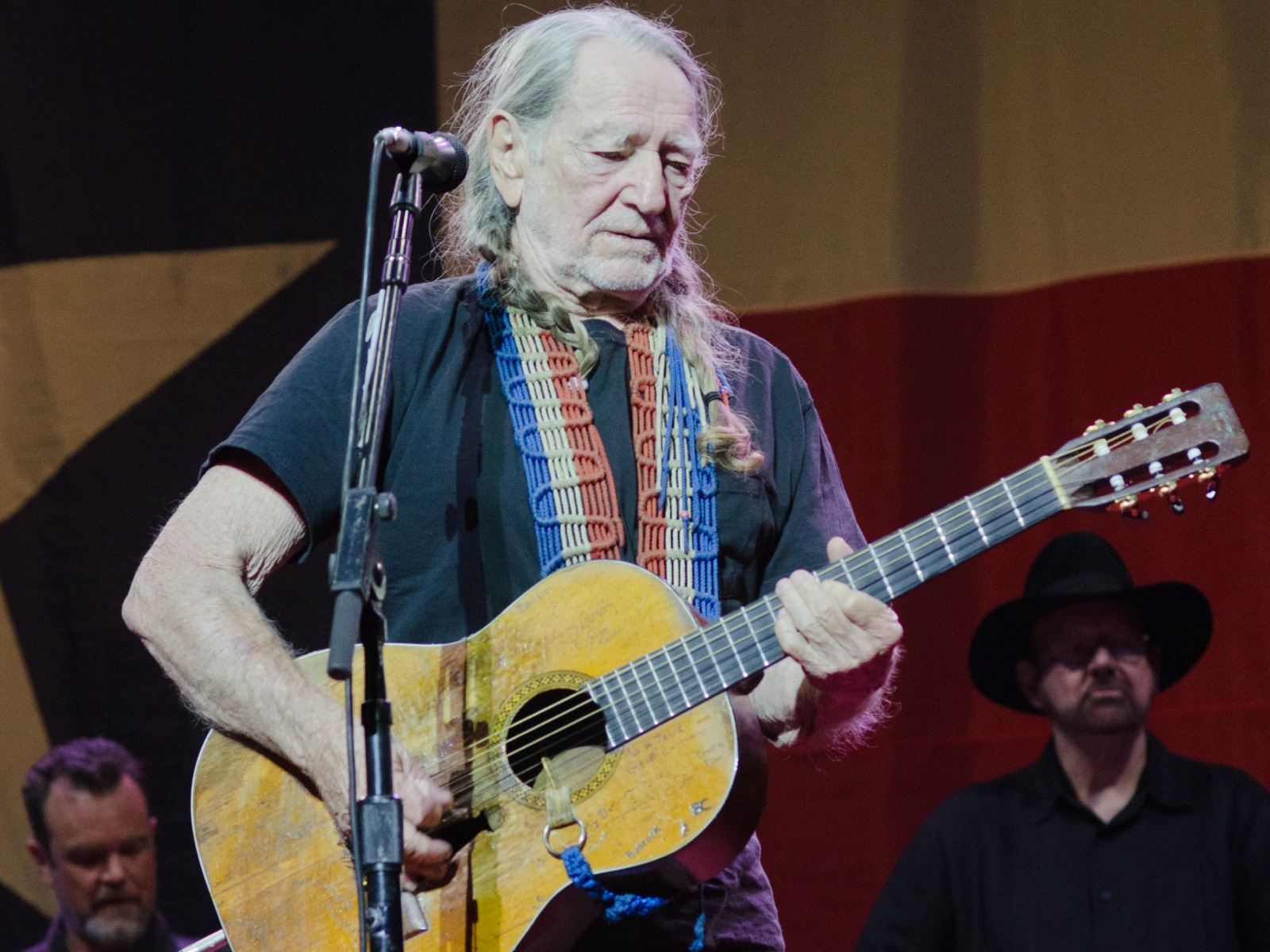
Willie Nelson, Wellmont Theatre i Montclair, New Jersey, 17 maj 2012.

Willie Hugh Nelson, född 29 april 1933 i Abbott, Texas, är en amerikansk countrysångare, gitarrist, låtskrivare och skådespelare. Under sin långa karriär som musiker har han utgivit över 70 studioalbum och samarbetat med en lång rad kända musiker.

## Biografi
Nelson bodde som barn tillsammans med sina farföräldrar och när han var sex år fick han sin första gitarr av sin farfar. Redan som nioåring spelade han inför publik. Han fick dock också hjälpa familjen med arbete, bland annat genom bomullsplockning. Nelson hade som ung flera olika, ofta slitsamma jobb, men ägnade sig åt musiken så ofta han kunde. Han skivdebuterade 1956 med låten "No Place for Me".
Nelson blev under 1960-talet känd som låtskrivare åt artister som Patsy Cline ("Crazy"), Faron Young ("Hello Walls"), Billy Walker ("Funny How Time Slips Away") och Roy Orbison ("Pretty Paper"), men gav även ut flera egna album. Han var under decenniet baserad i det traditionella countryfästet Nashville och var kontrakterad av RCA Records. Han tröttnade dock på det konservativa musikklimatet i staden, särskilt efter hur hans otraditionella konceptalbum Yesterday's Wine från 1971 blev behandlat, och begav sig till Texas. Efter en tid fick han nytt skivkontrakt på Atlantic Records. Bolaget valde dock att lägga ner sin countryavdelning och från och med 1975 och många år framöver var han kontrakterad hos Columbia Records.
Sitt stora genombrott fick han mot mitten av 1970-talet, som en av förgrundsgestalterna inom outlaw country-rörelsen, med album som Shotgun Willie (1973), Red Headed Stranger (1975) och Stardust (1978). Framförallt Red Headed Stranger blev en stor framgång och där återfanns en av hans stora hits, "Blue Eyes Crying in the Rain". Just denna låt var inte skriven av Nelson själv, utan av Fred Rose. Detta var också fallet med en annan av Nelsons signatursånger, "Whiskey River" från 1973, som skrevs av Johnny Bush och Paul Stroud.
1980 medverkade Nelson i filmen På väg igen till vilken han skrev och framförde låten "On the Road Again". Låten blev en amerikansk hitsingel, nominerades till en Oscar för bästa sång och togs 2004 med på Rolling Stones lista The 500 Greatest Songs of All Time.
I mitten av 1980-talet bildade han supergruppen The Highwaymen tillsammans med Johnny Cash, Waylon Jennings och Kris Kristofferson. Han har även samarbetat med bland andra Ray Charles, Merle Haggard, Julio Iglesias, Kimmie Rhodes och Wynton Marsalis. 1990 krävdes han på stora summor pengar i utebliven skatt av IRS då revisionsföretaget PwC underlåtit att betala hans skatter under flera års tid. Nelson blev kvitt skulderna 1993.
År 2012 skrev Nelson kontrakt med skivbolaget Legacy Recordings. För bolaget har han nästan varje år sedan dess gett ut nya studioalbum, ofta med flera nya låtar samskrivna av producenten Buddy Cannon. Nelson har varvat nyskrivit material med tematiska album där han tolkar bland annat Frank Sinatra och George Gershwin. År 2023, lagom till sin 90-årsdag valdes han in i Rock and Roll Hall of Fame.
Som skådespelare har Willie Nelson bland annat medverkat i filmerna The Electric Horseman (1979), På väg igen (1980), Wag the Dog (1997), Half Baked (1998) The Dukes of Hazzard (2005), Surfer, Dude (2008) och Swing Vote (2008).
1985 var Willie Nelson med och startade Farm Aid, som sedan dess arrangerat konserter till stöd för amerikanska lantbrukare. År 2004 startade han bolaget Willie Nelson Biodiesel som tillverkar fordonsbränsle på sojabönor.

## Diskografi
Album
- 1961 – Love & Pain
- 1962 – And Then I Wrote
- 1963 – Here's Willie Nelson
- 1965 – Country Willie: His Own Songs
- 1966 – Country Favorites, Willie Nelson Style
- 1966 – Live Country Music Concert
- 1967 – Make Way for Willie Nelson
- 1967 – The Party's Over and Other Great Willie Nelson Songs
- 1968 – Good Times
- 1968 – Texas in My Soul
- 1969 – My Own Peculiar Way
- 1970 – Both Sides Now
- 1970 – Laying My Burdens Down
- 1971 – Willie Nelson & Family
- 1971 – Yesterday's Wine
- 1972 – The Willie Way
- 1972 – The Words Don't Fit the Picture
- 1973 – Shotgun Willie
- 1974 – Phases and Stages
- 1975 – Red Headed Stranger
- 1976 – The Sound in Your Mind
- 1976 – The Troublemaker
- 1976 – Wanted! The Outlaws (tillsammans med bland andra Waylon Jennings)
- 1977 – To Lefty from Willie
- 1978 – Stardust
- 1978 – Willie and Family Live
- 1979 – One for the Road
- 1979 – Pretty Paper
- 1979 – Sings Kris Kristofferson
- 1979 – The Electric Horseman
- 1979 – Voices - Motion Picture Soundtrack
- 1980 – Honeysuckle Rose
- 1980 – San Antonio Rose
- 1981 – Somewhere over the Rainbow
- 1982 – Always on My Mind
- 1982 – Old Friends
- 1983 – Take It to the Limit
- 1983 – Tougher Than Leather
- 1983 – Without a Song
- 1984 – Music from "Songwriter"
- 1984 – Angel Eyes
- 1984 – City of New Orleans
- 1984 – Portait in Music
- 1985 – Brand on My Heart
- 1985 – Funny How Time Slips Away
- 1985 – Half Nelson
- 1985 – Me and Paul
- 1986 – Partners
- 1986 – The Promiseland
- 1987 – Island in the Sea
- 1987 – Seashores of Old Mexico
- 1988 – What a Wonderful World
- 1989 – A Horse Called Music
- 1990 – Born for Trouble
- 1992 – The IRS Tapes: Who'll Buy My Memories?
- 1993 – Across the Borderline
- 1994 – Moonlight Becomes You
- 1994 – Healing Hands of Time
- 1995 – Pancho, Lefty and Rudolph
- 1995 – Six Hours at Pedernales
- 1996 – Just One Love
- 1996 – Spirit
- 1996 – How Great Thou Art
- 1997 – Christmas with Willie Nelson
- 1997 – All of Me
- 1997 – Hill Country Christmas
- 1998 – Teatro
- 1999 – Night and Day
- 2000 – Clean Shirt
- 2000 – Memories of Hank Williams, Sr.
- 2000 – Me and the Drummer
- 2000 – Good Ol' Country Singin'
- 2000 – Milk Cow Blues
- 2001 – Rainbow Connection
- 2001 – Tales Out of Luck
- 2002 – The Great Divide
- 2002 – Stars & Guitars
- 2003 – Run That By Me One More Time
- 2003 – Picture In a Frame (med Kimmie Rhodes)
- 2004 – Live at Billy Bob's Texas
- 2004 – Outlaws and Angels
- 2004 – It Always Will Be
- 2005 – Songs for Tsunami Relief: Austin to South Asia
- 2005 – Countryman
- 2005 – The Dukes of Hazzard (soundtrack, div. artister)
- 2006 – You Don't Know Me: The Songs of Cindy Walker
- 2006 – Live from Austin, Texas
- 2006 – Songbird
- 2007 – Last of the Breed
- 2007 – Willie Nelson Christmas
- 2007 – Gravedigger
- 2008 – Moment of Forever
- 2008 – Two Men with the Blues
- 2012 – Heroes
- 2013 – To All the Girls...
- 2014 – Band of Brothers
- 2016 – Summertime: Willie Nelson Sings Gershwin
- 2017 – God's Problem Child
- 2018 – Last Man Standing
- 2019 – Ride Me Back Home
- 2020 – First Rose of Spring
- 2022 – A Beautiful Time
- 2023 – I Don't Know a Thing About Love
- 2024 – The Border
- 2024 – Last Leaf on the Tree
- 2025 – Oh What a Beautiful World